# Lynn Steen
Lynn Arthur Steen (Chicago, 1º gennaio 1941 – Minneapolis, 21 giugno 2015) è stato un matematico statunitense, professore al St. Olaf College di Northfield, nel Minnesota.
Ha scritto numerosi libri e articoli sulla didattica della matematica. È stato presidente della Mathematical Association of America e del  Conference Board of the Mathematical Sciences.

## Pubblicazioni
- Lynn Steen, J. Arthur Seebach, Jr., Counterexamples in Topology, Springer-Verlag, 1970, ISBN 0-486-68735-X.